# Lahnavesi (sjö i Södra Savolax)
Lahnavesi är en sjö i Finland. Den ligger i kommunen Mäntyharju i landskapet Södra Savolax, i den södra delen av landet, 170 km nordost om huvudstaden Helsingfors. Lahnavesi ligger 79,7 meter över havet. Den är 33,03 meter djup. Arean är 13,13 kvadratkilometer och strandlinjen är 53,74 kilometer lång. Sjön  ingår i Kymmene älvs huvudavrinningsområde. 